# Marco Asínio Atratino (cônsul em 89)
Marco Asínio Atratino (em latim: Marcus Asinius Atratinus) foi um senador romano eleito cônsul em 89 com Tito Aurélio Fulvo. Sua esposa, de nome desconhecido, era da prestigiosa gente Ânia, da dinastia nerva-antonina.